# Wallburg auf dem Luftenberg

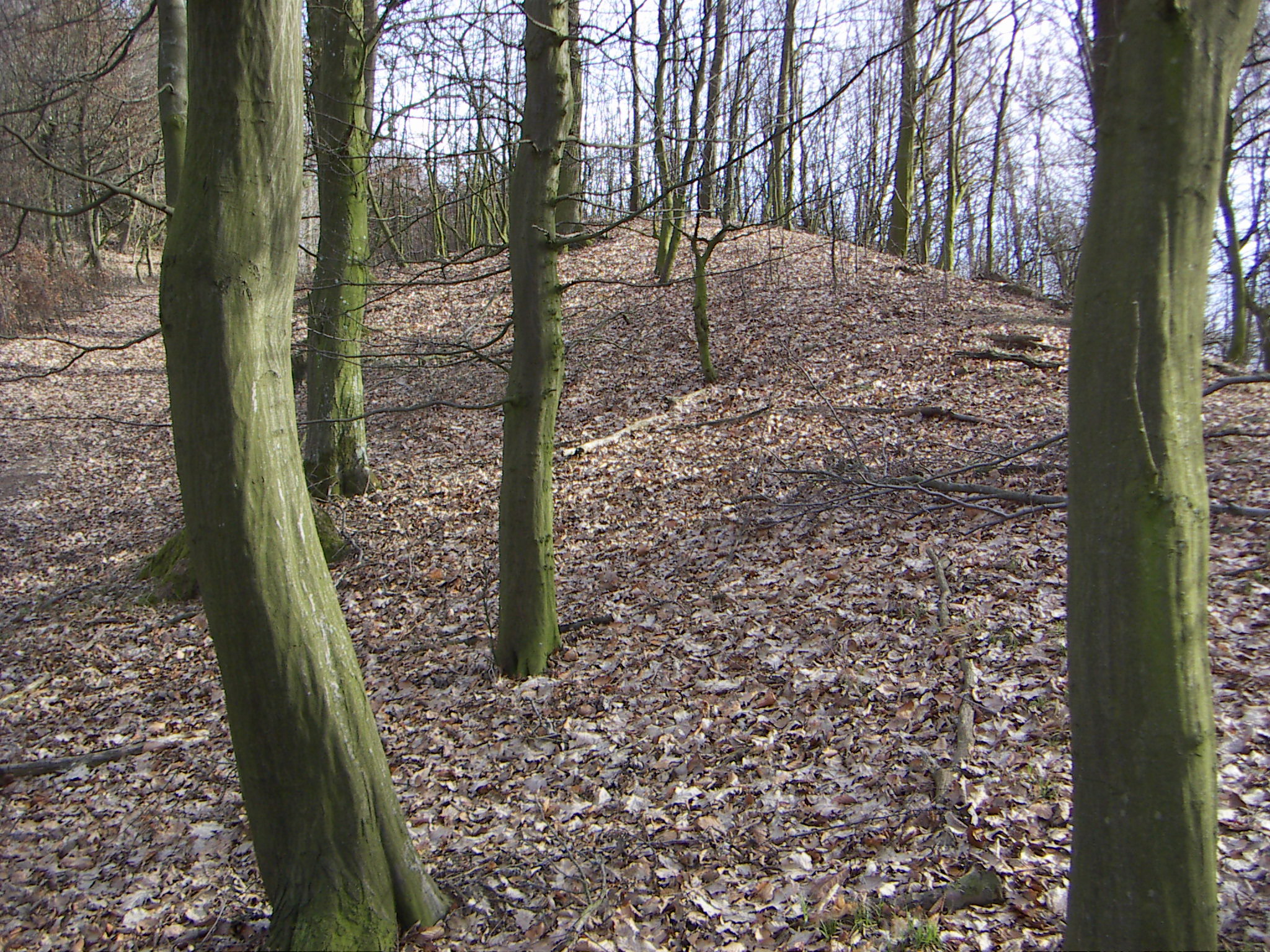
Rest des Ringwalls auf dem Luftenberg

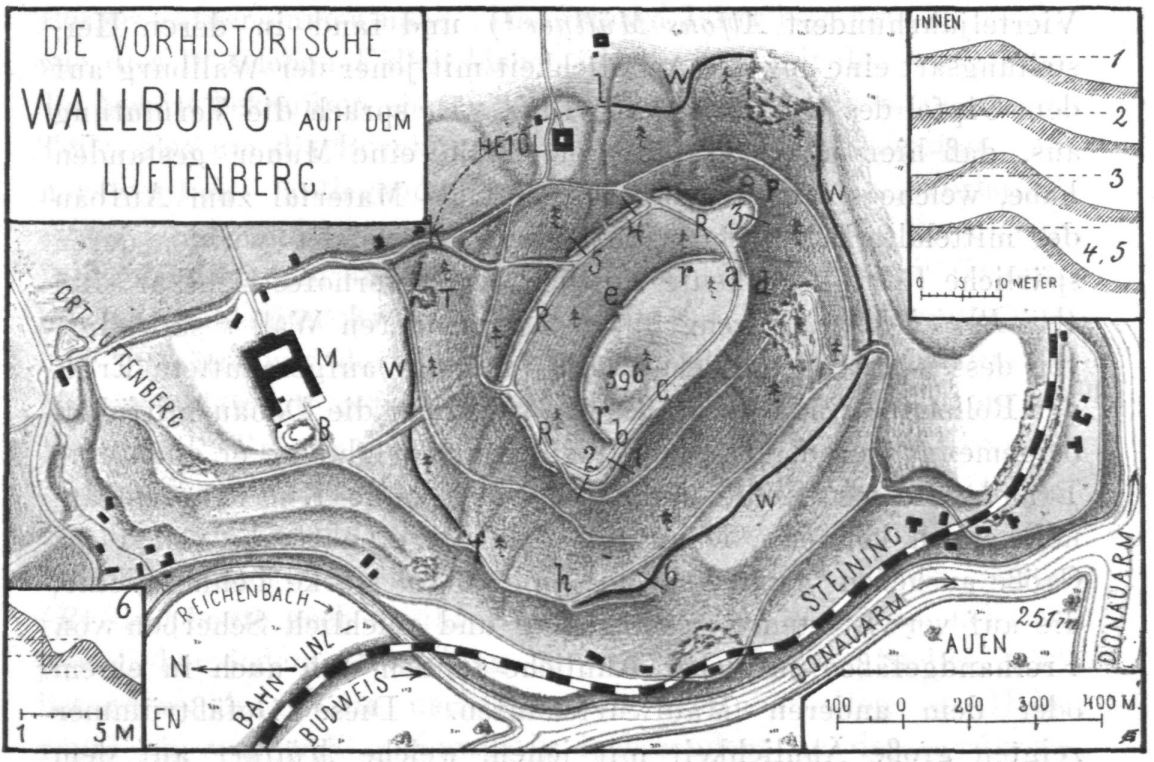
Lageplan der Wallburg auf dem Luftenberg nach Benesch 1911

Die prähistorische Wallburg auf dem Luftenberg ist eine rund dreitausend Jahre alte Befestigungsanlage in Form eines Ringwalls aus der Bronzezeit in der Marktgemeinde Luftenberg an der Donau im Bezirk Perg in Oberösterreich.

## Beschreibung
Auf der Kuppe des Luftenbergs wurde 1890 ein bronzezeitliches Depot gefunden. Dessen Datierung in die Urnenfelderzeit lässt darauf schließen, dass die immer noch gut erkennbaren Wallanlagen in dieser Zeit errichtet worden sind.
Die Höhenkuppe ist durch einen Plateaurundwall umfassend bewehrt. Der Ringwall trug an der Krone eine Palisade. Die Datierung wurde durch einen unbeschädigten, keinerlei Benutzungsspuren zeigenden Tüllenmeißel aus Bronze untermauert, der als Bauopfer anzusehen ist.
Diese Vermutung wurde durch archäologische Forschungen des Linzer Stadtmuseums und der Universität Wien bestätigt, die 1999 bis 2002 unter der Leitung von Otto Helmut Urban eine Grabungskampagne durchführten. Untersucht wurde dabei der Außen- und Innenwall dieser doppelten Befestigungsanlage:
Der Innenwall war eine aus Bruchsteinen gefertigte Frontmauer, die über die Außenkante verstürzt war. Der Rekonstruktionsversuch ergab eine ursprüngliche Mindesthöhe dieser Mauer von zwei Metern.

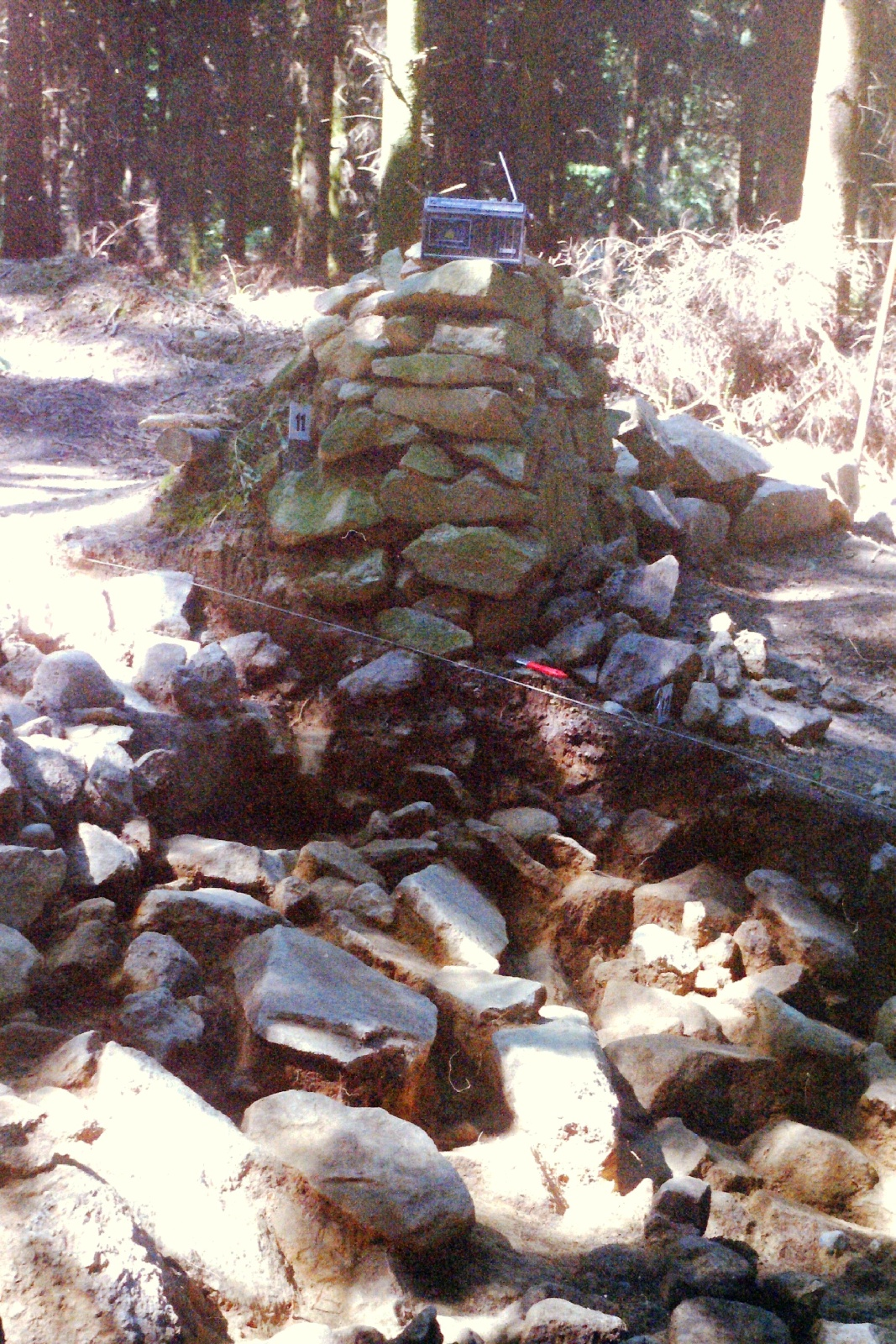
Rekonstruktion der Ringwallanlage Luftenberg während der Grabungskampagne 1999

In der Wallaufschüttung wurden die Reste einer Holzkonstruktion nachgewiesen, die zur zusätzlichen Stabilisierung der Anlage diente. Auf der Innenseite ist durch eine horizontale Kieselalge ein alter Begehungshorizont erkennbar.
Die Ergebnisse der Grabungen wurden im Rahmen der Archäologie-Sonderausstellung „Hügelland – Donauband“ 2004 im Linzer Stadtmuseum Nordico ausgestellt.